# Shorehaven
Shorehaven es un lugar designado por el censo ubicado en el condado de Dutchess en el estado estadounidense de Nueva York. En el Censo de 2020 tenía una población de 686 habitantes y una densidad poblacional de 147,21 habitantes por km². Fue incluido como CDP en el censo de 2020.

## Geografía
Shorehaven se encuentra ubicado en las coordenadas 41°33′24″N 73°40′02″O / 41.55667, -73.66722. Según la Oficina del Censo de los Estados Unidos,  tiene una superficie total de 4,66 km², de la cual 3,55 km² corresponden a tierra firme y 1,11 km² a agua.